# Tufão Shanshan (2006)
O tufão Shanshan (designação internacional: 0613; designação do JTWC: 14W; designação filipina: Luis) foi um intenso tufão que afetou partes da Ásia Oriental em Setembro de 2006. Sendo o décimo terceiro sistema tropical nomeado da temporada de tufões no Pacífico de 2006, o tufão Shanshan também foi o sétimo tufão do ano operacionalmente reconhecido pela Agência Meteorológica do Japão (AMJ). Em análises pós-tempestades, o Shanshan tornou-se o oitavo tufão com a inclusão do tufão Maria. O Joint Typhoon Warning Center (JTWC) considerou o Shanshan como a décima terceira tempestade tropical e o oitavo tufão da temporada, um tufão equivalente a um furacão de categoria 4 na escala de furacões de Saffir-Simpson, considerando-se os ventos máximos sustentados por 1 minuto. O nome Shanshan foi submetido para a lista de nomes por Hong Kong e é um nome feminino comum localmente.
O Shanshan causou estragos no Japão, tendo gerado um tornado que descarrilou um trem. Shanshan fez landfall primeiramente nas Ilhas Yaeyama, onde o tufão causou chuvas pesadas. Mais tarde, Shanshan fez seu segundo landfall em Kyushu. As bandas externas de tempestade também afetaram a Coreia do Sul. O Shanshan também deixou milhares de residências sem eletricidade nos dois países e matou no mínimo 11 pessoas. Os prejuízos chegaram a 2500 bilhões de dólares (valores em 2006), fazendo do Shanshan o sexto desastre natural mais custoso em todo o mundo durante 2006.

## História meteorológica
Em 9 de setembro de 2006 a Agência Meteorológica do Japão identificou uma depressão tropical com ventos máximos sustentados de 25 nós (45 km/h) em 10 minutos a cerca de 500 km a norte-nordeste de Yap, perto da latitude 14 N e longitude 139 E. Mais tarde, o Observatório de Hong Kong (OHK) considerou a formação de uma depressão tropical na região e começou a emitir avisos regulares sobre o sistema.
Assim que o sistema continuava a seguir para noroeste, o Joint Typhoon Warning Center (JTWC) começou a emitir avisos regulares sobre a depressão tropical 14W na manhã de 10 de Setembro. Mais tarde, a depressão tropical adentrou a área de responsabilidade da Administração de Serviços Atmosféricos, Geofísicos e Astronômicos das Filipinas (PAGASA) e lhe foi atribuído o nome Luis. Assim que o sistema continuava a se intensificar, a AMJ classificou a depressão numa tempestade tropical por volta das 12:00 (UTC) de 10 de Setembro e lhe atribuiu o nome de Shanshan. sendo um nome feminino comum em Hong Kong. O OKH fez o mesmo praticamente ao mesmo tempo, classificando a depressão numa tempestade tropical.

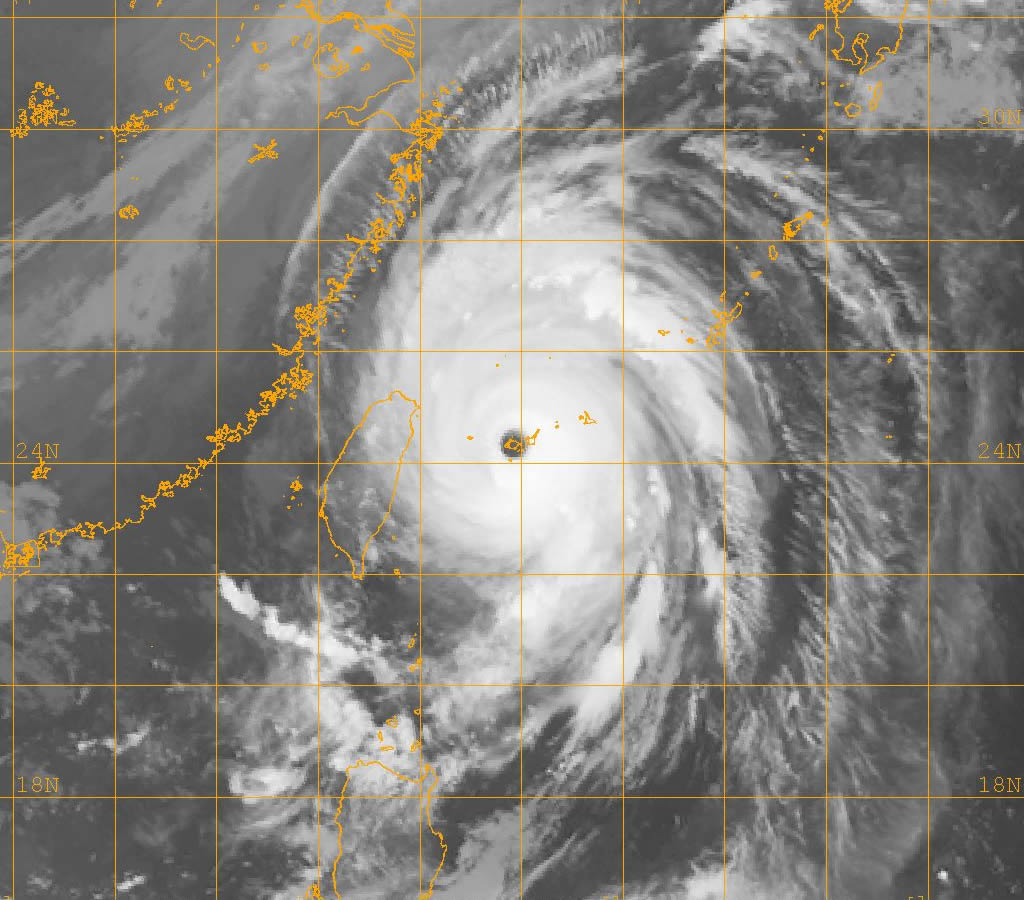
O tufão Shanshan durante seu pico de intensidade enquanto estava sobre Iriomote em 15 de Setembro de 2006

A tempestade fortaleceu-se rapidamente, sendo classificado em duas vezes em 11 de Setembro, sendo que por volta das 06:00 UTC numa tempestade tropical severa e por volta das 18:00 UTC num tufão, tornando-se o sétimo tufão oficial da temporada. Shanshan então começou a seguir para norte-noroeste, enfraquecendo-se enquanto sofria um ciclo de substituição da parede do olho em 14 de setembro. No entanto, o tufão voltou a se fortalecer, alcançando a intensidade máxima de 110 nós (205 km/h), segundo a AMJ. Segundo o JTWC, Shanshan alcançou o pico de intensidade com ventos máximos sustentados de 120 nós (220 km/h) pouco antes de passar sobre Iriomote em 15 de setembro. Originalmente esperado pelo JTWC a passar a leste da Ilha de Okinawa, uma alta subtropical ao sul das ilhas principais japonesas forçou a tempestade a seguir para oeste, em direção a Taiwan. Pouco depois, Shanshan passou diretamente sobre Iriomote.
A PAGASA emitiu seu último aviso no final de 16 de setembro. O pico de intensidade do tufão Luis (Shanshan) enquanto o sistema ainda estava dentro da área de responsabilidade filipina foi somente de 80 nós (150 km/h, 95 mph). Shanshan fez landfall em 17 de Setembro na ilha japonesa de Kyushu. o OKH emitiu sua última previsão no tufão em enfraquecimento pouco depois, assim que Shanshan saiu de sua área de responsabilidade. O pico de intensidade enquanto Shanshan estava ainda dentro da área de responsabilidade do Observatório de Hong Kong foi de 100 nós (185 km/h, 115 mph). Pouco depois, o JTWC disse que Shanshan tinha iniciado a transição extratropical e emitiu seu último aviso sobre o sistema.
A AMJ desclassificou o tufão numa tempestade tropical severa às 00:00 UTC de 18 de Setembro, pouco antes de Shanshan cruzar a ilha japonesa de Hokkaido, de acordo com a melhor trajetória da AMJ. Logo em seguida, Shanshan tornou-se extratropical. A tempestade extratropical remanescente de Shanshan foi seguida pela AMJ em seus boletins de alto mar até 22 de Setembro.

## Preparativos
Como preparativo à chegada do Tufão Shanshan, a Agência Meteorológica Central de Taiwan emitiu um aviso marítimo para todos os navios nas áreas ao largo da costa leste e norte da ilha, além do Canal de Bashi. Turistas foram recomendados a evitarem as áreas devido às grandes ondas. O governo provinciano de Zhejiang, China também recomendou a todos os pescadores a retornarem para a costa e ordenou às autoridades locais a ajudarem na retirada de pessoas de áreas ameaçadas pelo tufão.

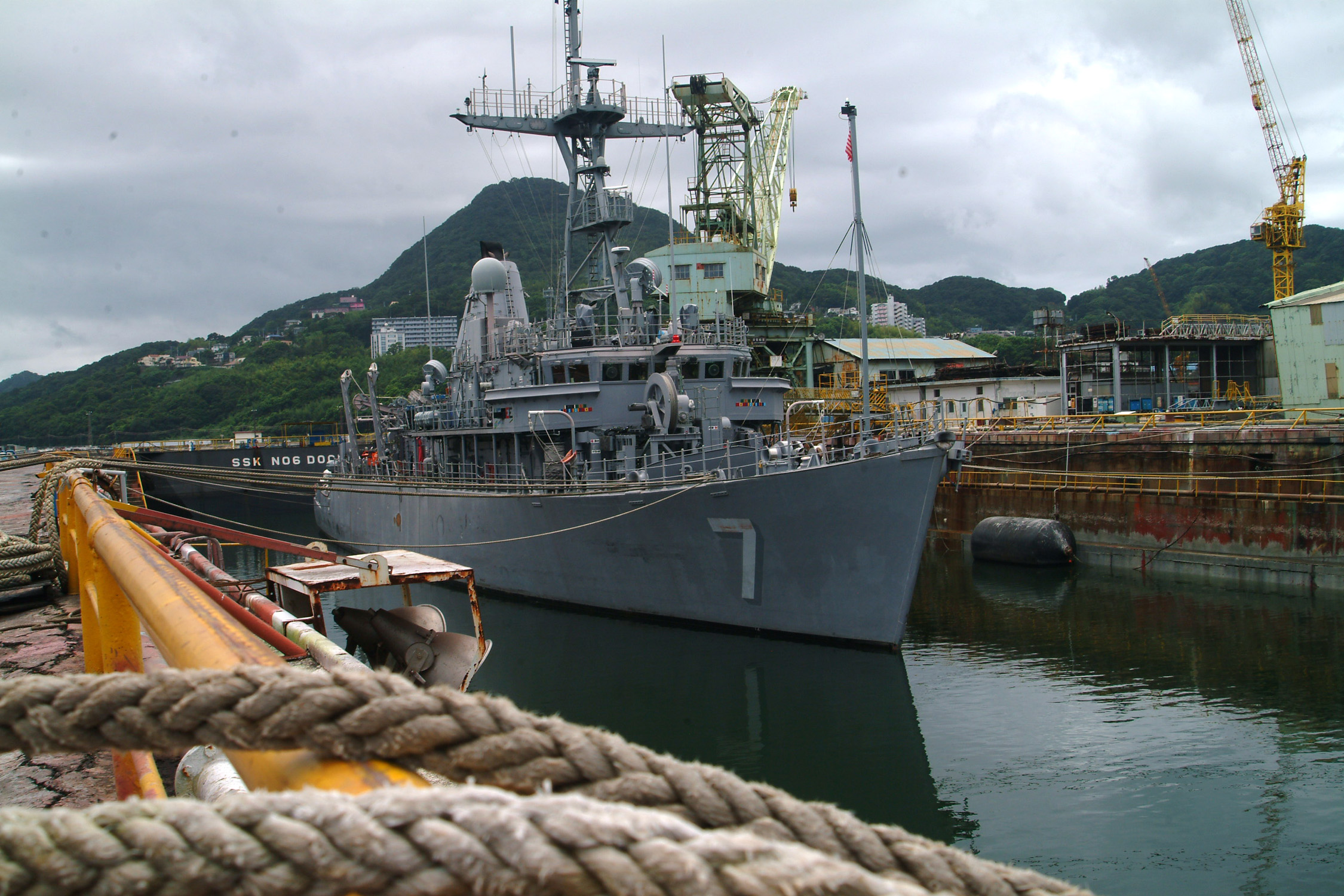
USS Patriot (MCM-7) ancorado na oficina de reparos de navios em Sasebo, Japão, refugiando-se para evitar danos do tufão Shanshan em aproximação

No Japão, as Forças Armadas dos Estados Unidos e a sua marinha começou a se precaver contra a aproximação da tempestade. Okinawa foi posto sub a condição de preparação ciclone tropical (CPCT) nível 1-E, que significa que todas as atividades externas estão proibidas assim que há ventos sustentados de no mínimo 50 nós (95 km/h, 60 mph), em 16 de Setembro, sendo que mais de 100 voos que saíam ou partiam do Aeroporto Internacional de Naha foram cancelados. A Base Aérea de Kadena enviou várias aeronaves para localidades descobertas no Pacífico. A Base Naval de Sasebo declarou condição de preparação de ciclone tropical nível 1-E em 17 de Setembro. O USS Harpers Ferry e o USS Juneau foram levados para a base, enquanto que o USS Patriot foi levado para a ancoragem. Um navio, o USS Tortuga foi deixado num porto para reparos, mas as autoridades tiveram que assegurar se o navio podia enfrentar a tempestade. Em outros lugares do Japão, alguns voos e trens-bala Shinkansen ficaram atrasados ou foram cancelados. Nas prefeituras de Miyazaki e Hiroshima, foram emitidos ordem de evacuação para quase 170 famílias. Na ilha de Kyushu, mais de 10.000 pessoas deixaram suas casas voluntariamente para irem em áreas mais altas. Os principais sete aeroportos da ilha foram fechados, afetando mais de 41.900 passageiros de 357 voos que foram cancelados. Em antecipação a uma possível chegada do tufão em Hokkaido, o JMA avisou aos residentes da possibilidade de fortes ventos.
Alertas de tufão foram emitidos para Jeju, e para as costas sul e leste da Coreia do Sul, em antecipação à chegada da tempestade. Passageiros em balsas entre Jeju e a Península da Coreia ficaram nos portos. Em Busan, portos foram fechados e em Ulsan, 1.600 embarcações ficaram ancorados no porto. Na província de Gyeongsangdam-do, as autoridades cancelaram as partidas do porto de Tongyeong, deixando mais de 16.000 embarcações de pesca ancorados na costa. A Guarda Costeira da República da Coreia disse que um total de 52.000 embarcações ficaram ancorados na nação. O monte Jirisan também foi fechado para visitações como preparativo à chegada do tufão através da Coreia, que era esperado trazer mais de 100 mm de chuva.

## Impactos

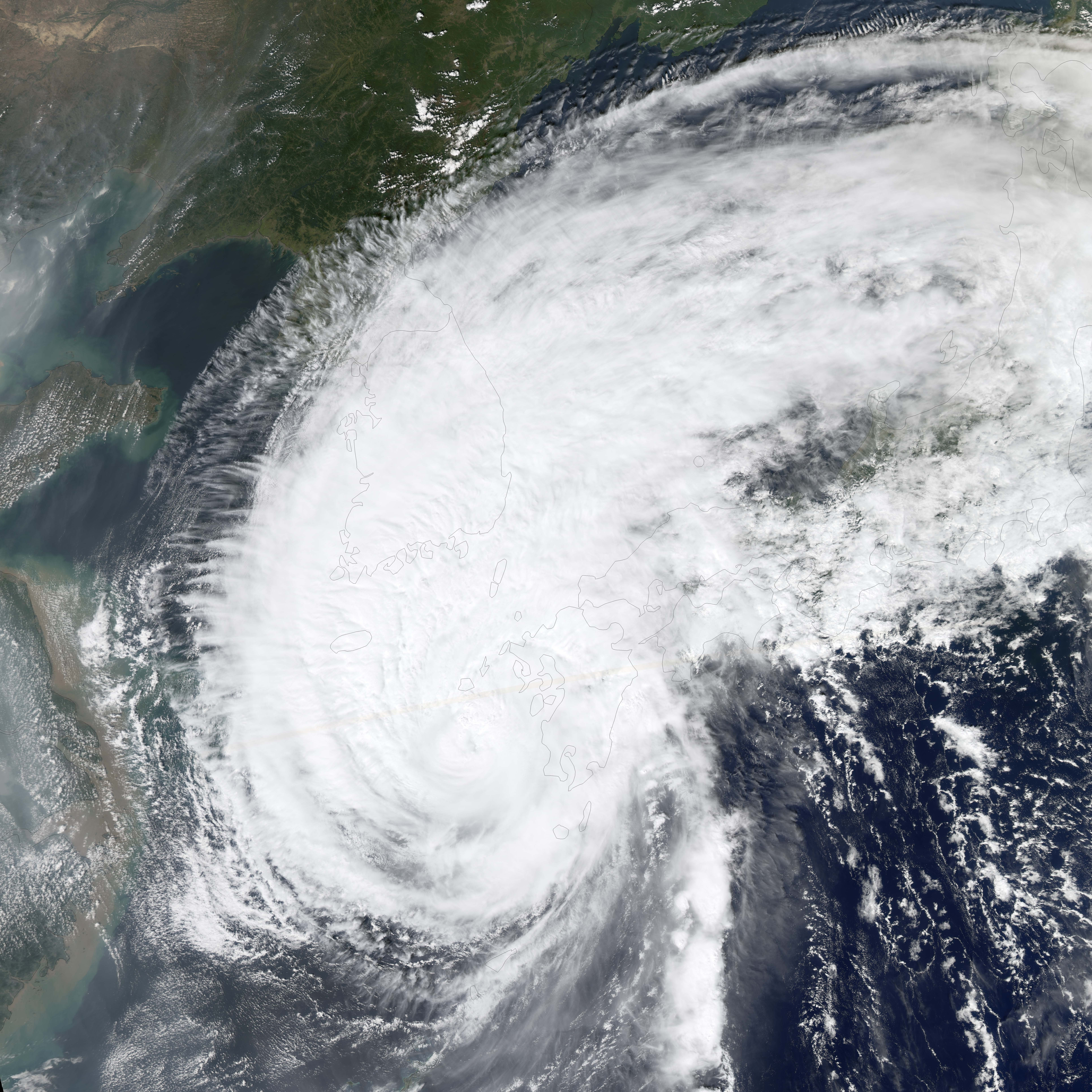
Shanshan aproximando-se do Japão e da Península de Coreia

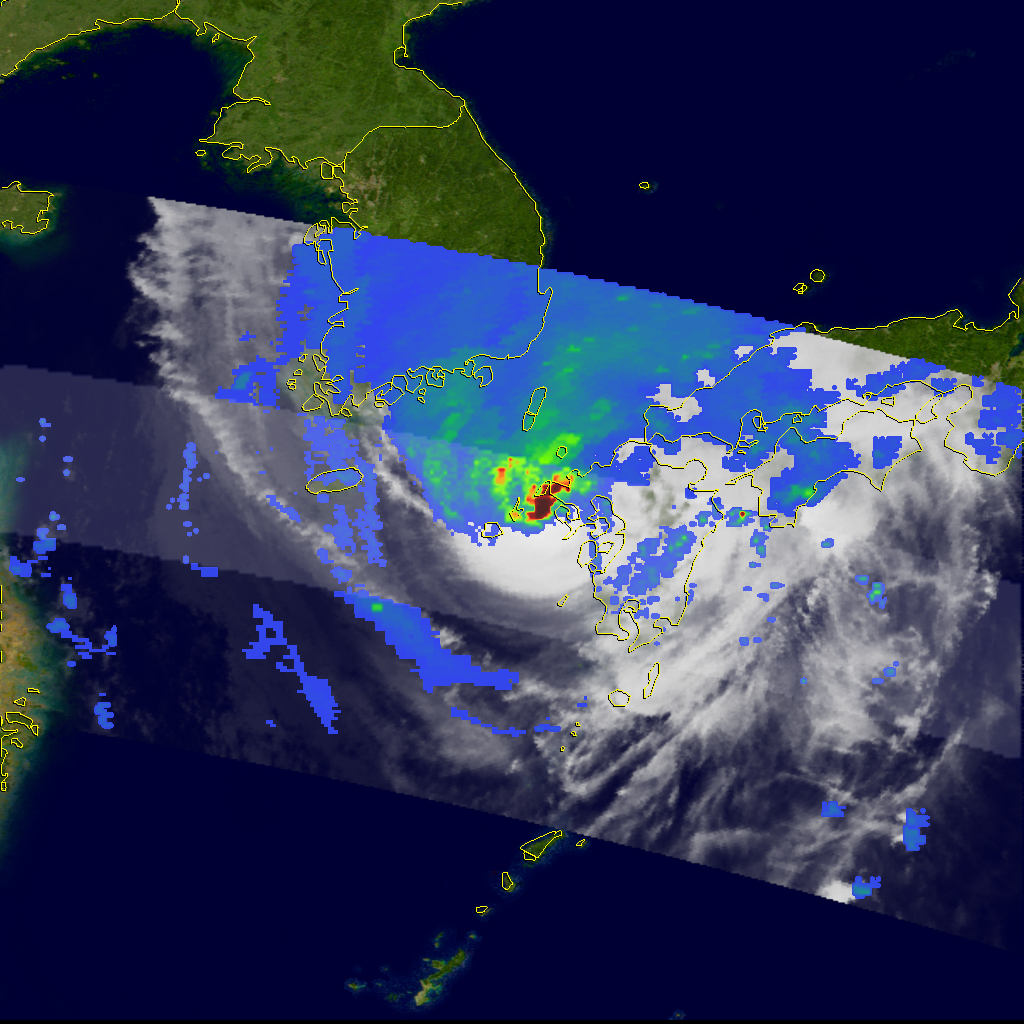
Uma imagem de Shanshan capturada pelo satélite TRMM em 17 de Setembro de 2006, mostrando a quantidade de chuvas que a tempestade estava produzindo no momento do landfall, com intensas tempestades perto do seu centro, sobre o extremo oeste da ilha Kyushu. Uma grande área de chuvas fracas a moderadas estende-se no exterior da tempestade.

### Coreia do Sul
Na Coreia do Sul, a Ilha de Jeju relatou mais de 100 mm de chuva em 16 de Setembro, bem antes do tufão atingir, enquanto Busan tinha relatado 60 mm. Shanshan interrompeu o fornecimento de eletricidade para quase 4.000 residências no sudeste da Coreia do Sul. Um navio ao largo da costa de Ulleungdo encalhou, mas nenhuma casualidade foi relatada daquele incidente. Um marinheiro morreu quando tentava atracar barcos em Jeju.

### Japão
Os efeitos de Shanshan no Japão e suas ilhas remotas no Pacífico foram generalizadas. Em Iriomote, foi registrada uma rajada de vento de 251 km/h, a rajada de vento mais intensa já registrada desde que os registros começaram, em 1972. Em Ishigaki, Okinawa, uma rajada de vento de 241 km/h foi registrada, sendo que o volume de chuva por hora chegava a 50 mm. Mais de 25.000 residências em Ishigaki ficaram sem o fornecimento de eletricidade após 182 postes serem derrubados pela tempestade. Pelo menos 12 pessoas ficaram feridas na ilha. Oito embarcações na região viraram.
Na Base Aérea de Kadena, 500 mm de chuva foram relatados, sendo que foi registrado uma rajada de vento de 101 km/h. O Aeroporto Internacional de Naha relatou uma rajada de vento recorde de 112 km/h. Em Motubu, Okinawa, fortes ondas danificaram o porto local e levaram 30 containeres para o mar. Na Cidade de Okinawa, foi relatado 6 feridos. Uma construção na cidade foi parcialmente destruída e pelo menos outras 70 residências foram danificadas.
Ao largo da costa de Kyushu, Japão, uma balsa com bandeira das Maldivas virou, matando um de seus tripulantes. Um trem foi descarrilado, possivelmente devido a um tornado, ferindo cinco pessoas. Na ilha, um eletricista na Prefeitura de Fukuoka morreu quando um container caiu sobre ele. A entrada de vidro num supermercado em Nobeoka quebrou com a força do vento, matando uma pessoa. Num outro lugar da prefeitura, um homem de 42 anos morreu no seu quarto quando a sua residência colapsou-se, enquanto uma fazendeira anciã morreu quando ela foi atingida por uma árvore numa estufa. Três outras mortes foram confirmadas na ilha.
Enquanto isso, na Prefeitura de Hiroshima, um bombeiro de 50 anos foi morto quando ele se afogou após ser levado pelas enxurradas. Um jornalista desapareceu sob as mesmas circunstâncias e foi encontrado morto dias depois. Ao todo, 11 pessoas morreram e outras 260 pessoas ficaram feridas.